# Issaka Dabore
Issaka Dabore (Dingazi, 1940-Niamey, 25 de diciembre de 2021) fue un boxeador nigerino. Fue medallista de bronce en los Juegos Olímpicos de Múnich 1972 en la categoría de peso superligero.

## Carrera profesional
Participó en tres juegos olímpicos de forma consecutiva (1964, 1968 y 1972). En estos últimos juegos aparte de ser el abanderado de su país, ganó la medalla de bronce, convirtiéndose en el primer deportista de Níger en ganar una medalla olímpica.